# 1810 у літературі

## Народились
- 15 серпня — Лаурінас Івінскіс (лит. Laurynas Ivinskis), литовський письменник (помер у 1881).
- 16 листопада — Карел Гінек Маха (чеськ. Karel Hynek Mácha), чеський поет-романтик (помер у 1836).
- 11 грудня — Альфред де Мюссе (фр. Alfred de Musset), французький поет, драматург і прозаїк (помер у 1857).

## Померли
- 13 червня — Йоганн Готтфрід Зойме (нім. Johann Gottfried Seume), німецький письменник і поет (народився у 1763).